# Nicolás Achúcarro
Nicolás Achúcarro i Lund (Bilbao, 14 de juny de 1880 - Getxo, 23 d'abril de 1918) va ser un metge i neurocientífic espanyol, especialista en malalties mentals.
Va néixer al carrer Bidebarrieta del Casc Vell de Bilbao, en el si d'una família acomodada i il·lustrada. El seu pare va ser l'oftalmòleg Aniceto Achúcarro de l'Hospital d'Achuri i la seva mare Juana Lund Ugarte, de procedència noruega. Va ser el primogènit de quatre germans: Juan Luis (1883), mort en la seva joventut de tuberculosi, la qual cosa va marcar per a tota la vida a Nicolás; María Federica (1886) i Severino (1893). Va ser batejat el 16 de juny de 1880 a la Catedral de Santiago, rebent els noms de Nicolás Hilario Severino Basilio i Juan.
Va estudiar a l'Institut de Bilbao aconseguint brillants resultats tant en ciències com en lletres, tenint com a professor de llatí i retòrica a Don Miguel de Unamuno. També va estudiar música, literatura, art i idiomes inspirat per l'humanisme del seu oncle Severino Achúcarro, il·lustre arquitecte de Bilbao.
Amb una forta vocació per la medicina, va viatjar per primera vegada a Alemanya amb el seu pare (1895) i va completar la seva formació preuniversitària en el Gimnasium alemany de Wiesbaden, allotjant-se durant 16 mesos a la casa del director de l'Orquestra de Wiesbaden.
Es va examinar de Selectivitat a Saragossa i el 1897 va començar la carrera de metge al Col·legi de Sant Carlos, Facultat de Medicina de la Universitat Central de Madrid, on va ser deixeble de Juan Madinaveitia i del seu futur col·lega Santiago Ramón y Cajal, en aquells dies professor d'Histologia. Va aconseguir llavors el Premi Martínez Molina pels seus coneixements d'anatomia i el Premi Fourquet, tots dos per designació dels seus companys.
Va entrar en contacte amb els corrents més innovadors de la filosofia i la pedagogia per mitjà de Francisco Giner de los Rios i de la Institució Lliure d'Ensenyament. Giner li va presentar a Luis Simarro, socialista i membre de la Maçoneria, i qui havia introduït a Espanya la nova psicologia experimental i els corrents psiquiàtriques alemanyes. Va començar la seva carrera d'investigador en el laboratori de Simarro, qui el va formar en neuroanatomia i anatomia patològica del sistema nerviós, introduint-li al mateix temps en la psiquiatria i la neurologia.
A la tardor de 1899, davant el clima de pessimisme per la pèrdua de les colònies, va buscar a Europa l'excel·lència científica i va viatjar amb el seu germà Juan Luis a Alemanya, on va cursar les assignatures de patologia, química i fisiologia a la Universitat de Marburg. La malaltia del seu germà, que després moriria per tuberculosi, el va obligar a tornar a Madrid, on cursaria per lliure els tres últims anys de la llicenciatura en Medicina.
Des de 1902 i encara com a estudiant de Medicina, va freqüentar el departament de Juan de Madinaveitia a l'Hospital Provincial de Madrid. A Madrid també es va relacionar amb Gregorio Marañón, José Ortega y Gasset i Juan Ramón Jiménez, amb qui va mantenir una estreta amistat. Col·laborador de la Residencia de Estudiantes, en participar en la creació del seu laboratori, va ser habitual dels cercles anticlericals i agnòstics i va estar a favor dels aliats durant la Primera Guerra Mundial.
Va realitzar estades de recerca a París -on visità la clínica de Pierre Marie a l'Hospital de la Salpêtrière, i a Joseph Babinsky a l'Hospital de la Pitié- i a Alemanya, on treballa amb el neuròleg Lewandonsky i l'italià Catola. Per recomanació d'aquest viatja a Florència i a la Clínica de Sant Salvi col·labora amb Ernesto Lugaro i Eugenio Tanzi, aprofundint en l'estudi de les malalties mentals. Torna de nou a Alemanya on romangué tres anys a Múnic, treballant a la clínica d'Emil Kraepelin i en el laboratori d'Alois Alzheimer on prepara la seva tesi doctoral “Contribución al estudio de la anatomía patológica de la rabia” que presentaria a Madrid el 1906, per tornar ràpidament a Alemanya.

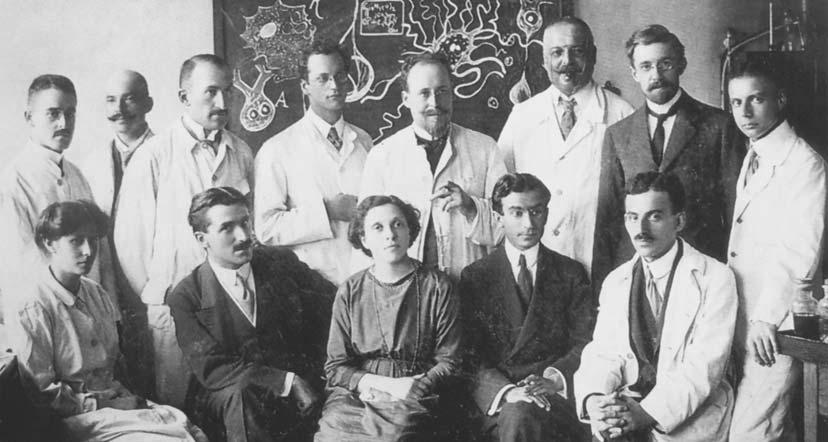
Fotografia del Dr Alois Alzheimer i el seu grup de col·laboradors el 1909-1910. Achúcarro és el segon començant per la dreta en la fila d'a dalt. Al seu costat està el Dr Alzheimer

En 1908 va ser convidat pel govern federal nord-americà mitjançant la recomanació d'Alois Alzheimer, per fer-se càrrec del departament d'Anatomia patològica del Government Hospital for Insane de Washington, l'hospital psiquiàtric federal, amb més de sis mil pacients.
Enamorat de la seva cosina Lola Artajo, torna a Madrid el 1910 i ocupa diversos llocs com neuropsiquiatra en la medicina privada, fins que s'incorpora al laboratori de Ramón y Cajal, la qual cosa alterna amb la seva experiència clínica. El 1911 es casa amb la seva cosina, amb l'oposició dels seus pares que no van assistir a les noces, i aconsegueix la plaça per oposició de Metge a l'Hospital Provincial de Madrid. Des de 1912 va dirigir el Laboratori d'Histopatologia del Sistema Nerviós, que després s'integraria en l'Institut de Recerques Biològiques. També en 1912 va ser convidat al costat de Jung i altres psiquiatres americans a donar una sèrie de cursos sobre malalties mentals a la Universitat de Fordham (Nova York), i va ser nomenat Doctor honoris causa per la Universitat Yale.
El seu ull clínic li va permetre diagnosticar a Ramón y Cajal la malaltia de arterioesclerosi cerebral i a ell mateix la malaltia de Hodgkin, una leucèmia limfocítica, després de sofrir els primers símptomes el 1916. Després d'una malaltia duríssima va morir el 23 d'abril de 1918 a la seva casa de Neguri, als 37 anys.
Va ser molt conegut per les seves recerques sobre neuroglia, alcoholisme, malaltia d'Alzheimer i la paràlisi general, així com pel procediment que porta el seu nom, i que consistia a impregnar el teixit nerviós de taní i òxid de plata amoniacal. Molt apreciat pels pensadors més influents de la seva època, era considerat el continuador de l'escola de Santiago Ramón y Cajal.

## Articles acadèmics i científics
- Achúcarro, N. (1910). Algunos datos relativos a la naturaleza de las células en bastoncitos de la corteza cerebral humana obtenidos con el método de Cajal.
- (1911). Neuroglia y elementos intersticiales patológicos del cerebro, impregnados por los métodos de reducción de plata o por sus modificaciones.
- (1911). Algunos resultados histopatológicos obtenidos con el procedimiento del tanino y la plata amoniacal. Nicolás Moya.
- (1912). Nuevo método para el estudio de la neuroglia y el tejido conjuntivo.
- (1912). Las células amiboides de la neuroglía teñidas con el método de plata reducida.
- (1912). Sobre los núcleos de las células gigantes con un glioma.
- (1913). Notas sobre la estructura y funciones de la neuroglia y en particular de la neuroglia de la corteza cerebral humana.
- (1913). La estructura secretora de la glándula pineal humana.
- (1914). Alteraciones del ganglio cervical superior simpático en algunas enfermedades mentales. Nicolás Moya.
- (1915). De lévolution de la néuroglie, et spécialement de ses rélations avec l appareil vasculaire.
- (1915). Contribución al estudio gliotectónico de la corteza cerebral: el asta de Ammon y la fascia dentata. Imprenta de Hijos de Nicolás Moya.
- Achúcarro, N. & Sacristán, J. M. (1912). Investigaciones histológicas e histopatológicas sobre la glándula pineal humana.
- Achúcarro, N. & Gayarre, M. (1914). Contribución al estudio de la neuroglia en la corteza de la demencia senil y su participación en la alteración celular de Alzheimer.
- Achúcarro, N., & Calandre, L. (1913). El método del tanino y la plata amoniacal aplicado al estudio del tejido muscular cardíaco del hombre y del carnero.